# NGC 3718
NGC 3718 este o galaxie spirală situată în constelația Ursa Mare. A fost descoperită în 12 aprilie 1789 de către William Herschel. Se află la o distanță de 17 megaparseci de Pământ.